# 佐藤愛桜
佐藤 愛桜（さとう ねお、2006年12月1日 - ）は、日本のアイドル・女優・ファッションモデルで、女性アイドルグループさくら学院の元メンバー。2025年より櫻坂46のメンバー。元アミューズ所属。現Seed & Flower所属。佐賀県出身。ニックネームは「ねおりん」。

## 略歴
2017年に開催された「アミューズ全県全員面接オーディション～九州・沖縄編～」にて合格しアミューズに所属。2019年5月6日に開催された「さくら学院 2019年度 〜転入式〜」にて、女性アイドルグループ「さくら学院」に転入（加入）した。
2020年9月14日に配信されたインターネットレギュラー番組『さくら学院の顔笑れ!!FRESH!マンデー』において教育委員長に任命された。
2021年3月からティーン向けのファッションブランドであるレピピアルマリオのレギュラーモデルとしての活動を開始。
2021年8月29日に開催された「さくら学院 The Final ～夢に向かって～」をもって、さくら学院活動終了に伴い、さくら学院を卒業。
小学館と制作スタジオ「The icon」が立ち上げた若手発掘・育成プロジェクト「私の卒業」に参加し、2023年2月に、プロジェクト第4期映画『18歳、つむぎます』のメインキャスト8名のうちの1名の村上葵役として総応募者数1,000名（第4期のみ、プロジェクト累計は2,200名以上）の中から選出されたことが発表された。
2024年4月1日に自らのインスタグラムアカウントで、同年3月末をもってアミューズを退社したことを発表し、芸能活動を継続する意思を示した。
2025年4月18日、櫻坂46の4期生として加入する事が発表された。

## 人物
特技はバイオリンとピアノ。さくら学院への「転入式」ではバイオリンを披露した。さくら学院に加入した中学1年時点では、憧れの先輩として清原果耶をあげ、共演したい人物として今田美桜をあげている。

## 出演

### 映画
- 私の卒業プロジェクト第4期作品「18歳、つむぎます」 （2023年3月24日公開） - 村上葵 役[7]
- 劇場版 推しが武道館いってくれたら死ぬ（2023年5月12日公開） - 女子高生 役[5][14]

### テレビ番組

#### ドラマ
- 火曜ドラマ「ファイトソング」第9話（2022年3月8日、TBS）
- オシドラサタデー「ボーイフレンド降臨!」（2022年10月15日 - 12月17日、テレビ朝日）- 高校生時代のかしこ 役[15]

#### バラエティ
- 超無敵クラス（2022年7月24日、2023年2月5日・12日・19日、日本テレビ）

### CM・PV・MV・イメージモデル
- 「ソフトバンク学割」スチール広告（2020年12月、ソフトバンクグループ株式会社）
- 「repipi armario」Webモデル（2021年3月21日 - ）
- 「デジモンプロジェクト2021」【EP3： VITAL BRACELET Lab 】（2021年4月16日 - 、YouTubeバンダイ公式チャンネル）
- Lazuli Code「嘘」Official Video（2023年4月 - 、YouTube Lazuli Code公式チャンネル[16]）

※出典